# Четвергов, Валерий Иванович
Валерий Иванович Четверго́в (род. 13 марта 1941, гор. Свободный Амурской области) — эстонский общественно-политический деятель, заместитель председателя Союза объединений российских соотечественников в Эстонии и председатель Нарвского отделения Союза.

## Биография
Трудовую деятельность начал в 1958 году токарем строительно-монтажного управления «Сантехстрой» в г. Петропавловск Казахской ССР. В 1959 году поступил в Куйбышевский политехнический институт. По окончании был назначен инженером-конструктором в физико-технический институт в Сухуми. 
С 1967 года работал в Эстонии на заводе «Балтиец» Министерства среднего машиностроения, был инженером, затем старшим инженером, с 1969 года — начальник отдела технического контроля. В 1973 году избран секретарем парткома завода. 
В 1970 году стал членом Коммунистической партии. Находился на партийной работе, в 1979-1982 гг. избирался председателем Нарвского горисполкома, затем несколько лет был 1-м секретарем Нарвского городского комитета партии. 
В последние годы работал директором завода «Балтиец», принадлежавшего Министерству среднего машиностроения СССР и занимавшемуся производством продукции для атомной промышленности СССР. В 1985 году возглавляемый В. И. Четверговым завод первым в СССР начал выпуск школьных персональных компьютеров. 
С 2001 года — заместитель председателя общества российских соотечественников Эстонии, председатель Нарвского общества российских соотечественников.

## Награды
- Почётный диплом Правительственной комиссии по делам соотечественников за рубежом в номинации «Общественная деятельность» (2015)[1]
- Грамота Правительственной комиссии по делам соотечественников за рубежом (2019)[2]